# Francesc Ifern
Francesc Ifern, (Girona, ? - Girona, 17 de juny de 1754) fou prevere i pedagog català.